# 埃夫拉塔 (华盛顿州)
埃夫拉塔，是美国华盛顿州格兰特县下属的一座城市。根据2000年美国人口普查，该市有人口6,808人。根据2010年美国人口普查，该市有人口7,664人。而2011年估计该市有7,842人。